# Chiesa di Saint Jacques-sur-Coudenberg
La chiesa di Saint Jacques-sur-Coudenberg (in francese: Église Saint-Jacques-sur-Coudenberg; in neerlandese: Sint-Jacob op de Koudenbergkerk), in italiano anche San Giacomo sul Coudenberg o al Coudenberg, è la cattedrale cattolica dell'ordinariato militare in Belgio, con sede a Bruxelles, in Belgio.

## Storia
La chiesa abbaziale medievale che sorgeva originariamente in questa sede è stata demolita per ordine di Carlo Alessandro di Lorena durante i suoi ampi progetti di pianificazione urbanistica, pur avendo scampato il grande incendio del 1731 che distrusse il vicino Palazzo del Coudenberg. La nuova chiesa fu costruita in linea con rue Montagne de la Cour/Hofberg nella sua posizione attuale in Place Royale di Bruxelles. La costruzione della facciata fu iniziata nel 1776 dall'architetto Gilles-Barnabé Guimard, sui disegni di Jean-Benoît-Vincent Barré. La prima pietra fu solennemente posta da Carlo Alessandro di Lorena il 12 febbraio 1776. Il portico fu terminata nel 1780. La navata, il transetto, coro e sacrestia sono stati costruiti sotto la supervisione di Louis Montoyer tra gli anni 1785 e 1786.
Durante la Rivoluzione francese, l'abbazia fu trasformata in un tempio della Ragione, e poi in un tempio di legge. La chiesa è stata restituita al culto cattolico nel 1802. Il 21 luglio 1831, il principe Leopoldo di Sassonia-Coburgo-Gotha ha prestato giuramento come Leopoldo I, il primo re dei Belgi, sui gradini della chiesa. L'edificio ha perso un po' del suo tipico aspetto neoclassico con l'aggiunta nel XIX secolo di una torre campanaria (progettata da Tilman-François Suys) e un affresco di Jean Portaels posto sul frontone.